# استات جیوه (II)
استات جیوه(II) (به انگلیسی: Mercury(II) acetate) با فرمول شیمیایی C۴H۶O۴Hg یک ترکیب شیمیایی است. که جرم مولی آن ۳۱۸٫۷۰ g/mol می‌باشد. شکل ظاهری این ترکیب، بلورهای سفید است.